# Tomoya Koyama
Tomoya Koyama (Matsubara, 18 juli 1998) is een Japans wielrenner.

## Carrière
In 2023 nam Koyama namens Global 6 Cycling deel aan onder meer de Ronde van Japan en de Ronde van Groot-Brittannië.
In 2025 werd Koyama prof bij het Spaanse Burgos Burpellet BH. Zijn debuut voor de ploeg maakte hij op Mallorca, waar hij deelnam aan twee manches van de Challenge Mallorca.

## Ploegen
- 2019 –  Interpro Cycling Academy
- 2020 –  Hincapie/LEOMO p/b BMC
- 2021 –  Team UKYO
- 2022 –  Java Kiwi Atlántico
- 2023 –  Global 6 Cycling
- 2024 –  Team Vorarlberg (tot 11 juni)
- 2024 –  Vini Monzon-Savini Due-OMZ (vanaf 12 juni)
- 2025 –  Burgos Burpellet BH

Ballabio · Bilyard · Fitzwater · Fredriksen · Harvey · Heany · Hjorth · Koyama · Moreno · Ormiston · Russell · Şampiyonbisiklet · Sessler · Wirtgen